# Angleterre-États-Unis en rugby à XV
Cet article retrace les confrontations entre l'Équipe d'Angleterre de rugby à XV et l'Équipe des États-Unis de rugby à XV. Les deux équipes se sont affrontées à sept reprises dont quatre en Coupe du monde. Les Anglais ont remporté toutes les rencontres.

## Les confrontations
Voici la liste des confrontations entre ces deux équipes :
| No | Date              | Lieu                                     | Match                   | Score   | Compétition              |
| -- | ----------------- | ---------------------------------------- | ----------------------- | ------- | ------------------------ |
| 1  | 3 juin 1987       | Concord Oval, Sydney Australie           | Angleterre – États-Unis | 34 – 6  | Coupe du monde (poule A) |
| 2  | 11 octobre 1991   | Stade de Twickenham, Londres, Angleterre | Angleterre – États-Unis | 37 – 9  | Coupe du monde (poule A) |
| 3  | 21 août 1999      | Stade de Twickenham, Londres, Angleterre | Angleterre – États-Unis | 106 – 8 | Test match               |
| 4  | 16 juin 2001      | Boxer Stadium, San Francisco, États-Unis | États-Unis – Angleterre | 19 – 48 | Test match               |
| 5  | 8 septembre 2007  | Stade Félix-Bollaert, Lens, France       | Angleterre – États-Unis | 28 – 10 | Coupe du monde (poule A) |
| 6  | 26 septembre 2019 | Stade du parc Misaki, Kobe, Japon        | Angleterre – États-Unis | 45 – 7  | Coupe du monde (poule C) |
| 7  | 4 juillet 2021    | Stade de Twickenham, Londres, Angleterre | Angleterre – États-Unis | 43 – 29 | Test match               |